# Iglesia de San Bernardino (Abbiategrasso)

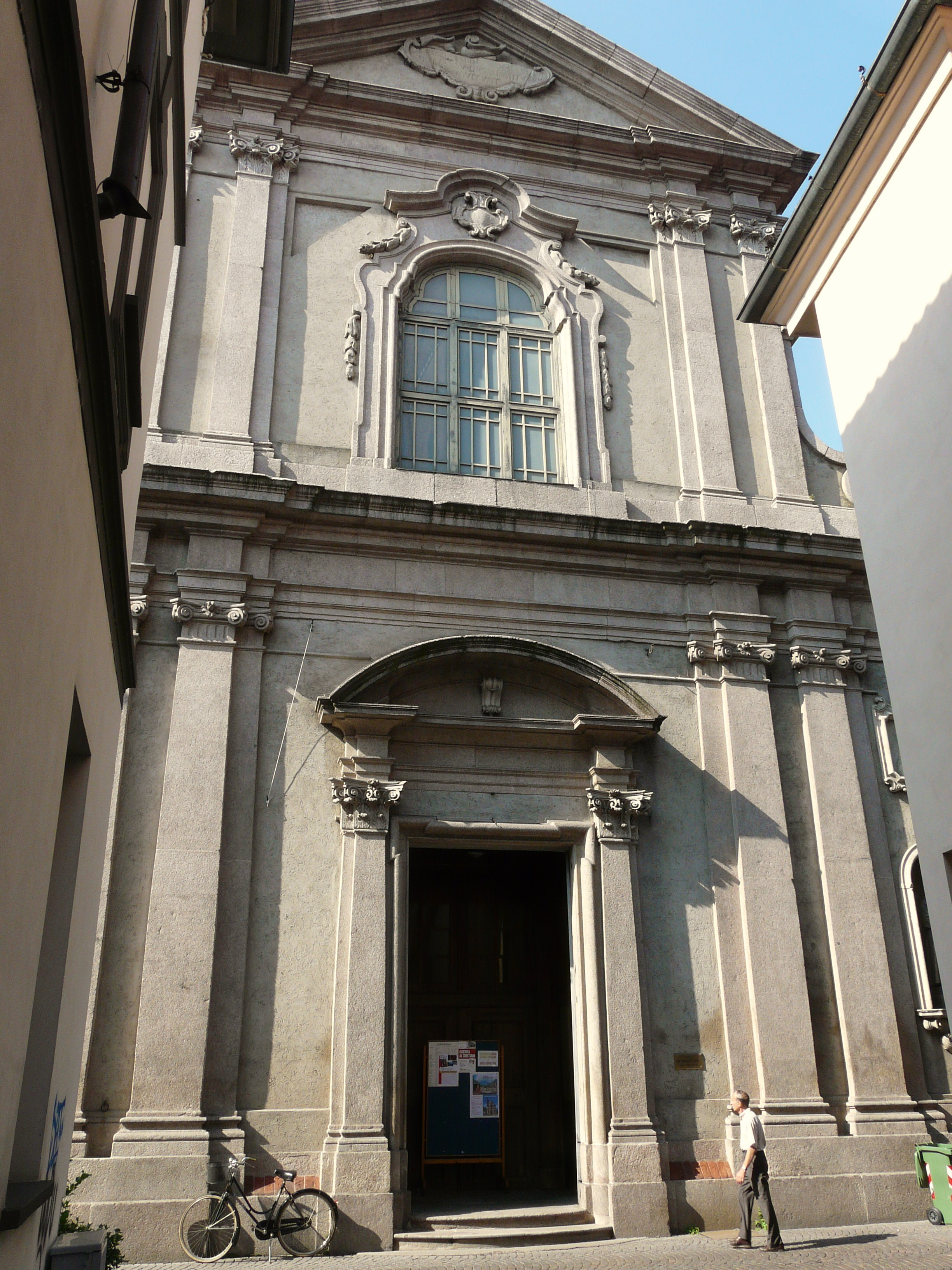
La fachada de la iglesia.

La iglesia de San Bernardino es una iglesia en Abbiategrasso, en la Provincia de Milán.

## Historia
Fue construido por primera vez en el siglo XV, en honor a San Bernardino da Siena (de quien se dice que estuvo en Abbiategrasso en 1431). Con el paso del tiempo, se sintió la necesidad de ampliar la iglesia: en el siglo XVI la iglesia fue construida sobre nuevos edificios, con una restauración realizada por Francesco Maria Richini. El trabajo continuó: si la primera piedra se colocó en 1614, el coro se construyó en 1686 y la campana no se fundió hasta 1717.